# Prohozești, Bacău
Prohozești este un sat în comuna Poduri din județul Bacău, Moldova, România.